# Elitserien i baseboll 1975
Elitserien i baseboll 1975 var den för 1975 års säsong högsta serien i baseboll i Sverige. 1975 års säsong var den första som faktiskt korade en svensk mästare i baseboll. Det vinnande laget (Leksand) blev alltså de första officiella svenska mästarna i den här sporten. Totalt deltog 7 lag i serien, där alla lag spelade mot varandra två gånger vilket gav totalt tolv omgångar. Efter detta gick de tre främsta vidare till RM-serien och de fyra sämsta till nedflyttningsserien. Vinnaren av RM-serien blev riksmästare och förloraren av nedflyttningsserien spelade ett nedflyttningsplayoff.

## Grundserien
| Nr | Lag             | Matcher | Vunna | Förlorade | Vinstprocent |
| -- | --------------- | ------- | ----- | --------- | ------------ |
| 1  | Bagarmossen     | 12      | 11    | 1         | 0.917        |
| 2  | Leksand         | 12      | 11    | 1         | 0.917        |
| 3  | Ljusdal Strikes | 12      | 8     | 4         | 0.667        |
| 4  | Skarpnäck       | 12      | 5     | 7         | 0.417        |
| 5  | Sundbyberg      | 12      | 4     | 8         | 0.333        |
| 6  | Obnok           | 12      | 2     | 10        | 0.167        |
| 7  | Broncos         | 12      | 1     | 11        | 0.083        |

## RM-serien
| Nr | Lag             | Matcher | Vunna | Förlorade | Vinstprocent |
| -- | --------------- | ------- | ----- | --------- | ------------ |
| 1  | Leksand         | 8       | 6     | 2         | 0.750        |
| 2  | Bagarmossen     | 8       | 5     | 3         | 0.625        |
| 3  | Ljusdal Strikes | 8       | 1     | 7         | 0.125        |

## Nedflyttningsserien
Sundbyberg och Skarpnäck spelade en extra match mot varandra för att avgöra placering i tabellen.
| Nr | Lag        | Matcher | Vunna | Förlorade | Vinstprocent |
| -- | ---------- | ------- | ----- | --------- | ------------ |
| 1  | Sundbyberg | 7       | 6     | 1         | 0.857        |
| 2  | Skarpnäck  | 7       | 5     | 2         | 0.714        |
| 3  | Broncos    | 6       | 2     | 4         | 0.333        |
| 4  | Obnok      | 6       | 0     | 6         | 0.000        |

## Nedflyttningsplayoff
| Nr | Lag   | Matcher | Vunna | Förlorade | Vinstprocent |
| -- | ----- | ------- | ----- | --------- | ------------ |
| 1  | Obnok | 2       | 2     | 0         | 1.000        |
| 2  | Alby  | 2       | 0     | 2         | 0.000        |

### Webbkällor
- Svenska Baseboll- och Softbollförbundet, Elitserien 1963-